# Heterostegane ruberata
Heterostegane ruberata là một loài bướm đêm trong họ Geometridae.